# Daishi Hiramatsu
Daishi Hiramatsu (平松 大志 Hiramatsu Daishi?, nacido el 3 de julio de 1983 en Tochigi) es un exfutbolista japonés. Jugaba de defensa y su último club fue el FC Tokyo de Japón.

## Trayectoria

### Clubes
| Club           | País  | Año         |
| -------------- | ----- | ----------- |
| Mito HollyHock | Japón | 2006 - 2008 |
| FC Tokyo       | Japón | 2009 - 2013 |

## Estadística de carrera

### J. League
| Club           | Año   | J. League | J. League | Copa J. League | Copa J. League | Total | Total |
| Club           | Año   | Part.     | Goles     | Part.          | Goles          | Part. | Goles |
| -------------- | ----- | --------- | --------- | -------------- | -------------- | ----- | ----- |
| Mito HollyHock | 2006  | 13        | 0         | -              | -              | 13    | 0     |
| Mito HollyHock | 2007  | 41        | 0         | -              | -              | 41    | 0     |
| Mito HollyHock | 2008  | 38        | 4         | -              | -              | 38    | 4     |
| FC Tokyo       | 2009  | 7         | 1         | 5              | 0              | 12    | 1     |
| FC Tokyo       | 2010  | 1         | 0         | 1              | 0              | 2     | 0     |
| FC Tokyo       | 2011  | 0         | 0         | -              | -              | 0     | 0     |
| FC Tokyo       | 2012  | 0         | 0         | 0              | 0              | 0     | 0     |
| FC Tokyo       | 2013  | 0         | 0         | 0              | 0              | 0     | 0     |
| Total          | Total | 100       | 5         | 6              | 0              | 106   | 5     |

## Palmarés

### Títulos nacionales
| Título             | Club     | País  | Año  |
| ------------------ | -------- | ----- | ---- |
| Copa J. League     | FC Tokyo | Japón | 2009 |
| J2 League          | FC Tokyo | Japón | 2011 |
| Copa del Emperador | FC Tokyo | Japón | 2011 |